# Johann Hatlak
Johann Hatlak (9. November 1904 in Wien – 9. März 1944 in Halle (Saale)) war ein österreichischer Metallgießer und Widerstandskämpfer gegen das NS-Regime. 

## Leben
Er hatte zusammen mit Johann Haberhanns und Johann Besenkopf die kommunistische Zelle Firma Zimmermann gegründet.
Hatlak half dem von der Sowjetunion abgesetzten Fallschirmspringer Hugo Willi Börner (geb. 27. April 1909, Dekorationsmaler). Er wurde am 3. August 1942 von der Gestapo wegen „Hoch- und Landesverrats“ verhaftet und erkennungsdienstlich erfasst und am 26. Oktober 1943 vom Reichskriegsgericht zum Tode verurteilt. Das Urteil wurde am 9. März 1944 im Zuchthaus Halle a. d. Saale vollstreckt. Nach anderen Angaben wurde Johann Hartlak am 14. April 1944 in Torgau hingerichtet.